# Транспанамская тропа
Транспанамская тропа (англ. TransPanama Trail, TransPanama Thru-Hike) — пешеходный туристический маршрут в Панаме протяженностью 1127 км (700 миль), проходит с востока на запад вдоль страны от границы с Колумбией до границы с Коста-Рикой.

## География
Маршрут начинается в национальном парке Дарьен (Darien), на границе с Колумбией. Далее тропа проходит через заповедник Reserva Hidrológica Filo del Tallo и поднимается на север к морю через заповедник Чагрес (Chagres).
Транспанамская тропа проходит через Camino Real к Карибскому морю, повторяя исторический маршрут конкистадоров, которые по нему транспортировали золото на испанские корабли.
Затем тропа проходит вдоль прибрежной полосы, пока не достигнет национального парка Санта Фе (Santa Fe). После этого маршрут углубляется в центральную часть страны и достигает самой высокой точки на пути — вулкана Бару (volcan Baru) высотой 3475 м, находящийся в провинции Чирики (Chiriqui).
Конечная точка Транспанамской тропы — пограничный город Хурутунго.

### Национальные парки Панамы
Национальный парк Дарьен (Parque Nacional Darién)

Национальный парк Чагрес (Parque Nacional Chagres)

Национальный парк Санта Фе (Parque Nacional Santa Fé)

Парк Интернасьональ Ла Амистад (Parque internacional La Amistad
В Панаме существуют регионы, которые населены коренными племенами, такими как Куна и Embera.

## История
Западная часть Транспанамской тропы открыта для туристов в 2009 году. Для прокладывания сквозного маршрута профессиональный гид Рик Моралес отправился в поход длительностью 2 месяца и 27 дней. Рик Моралес планирует превратить Транспанамскую тропу в национальный туристический маршрут Панамы, такой же как Аппалачская тропа и Маршрут тихоокеанского хребта в США.
Развитием Транспанамской тропы занимаются с 2009 года.

## Особенности маршрута
Маршрут мало изучен. Существует волонтерское движение по развитию TransPanama Trail, но пока их усилий недостаточно, чтобы обеспечить беспроблемное прохождение тропы. Сложно найти указатели и путеводители по Транспанамской тропе.
Национальный язык в Панаме — испанский. Для общения с местными жителями потребуется освоить базовый набор испанских слов. Благоприятное время для прохождения маршрута — с февраля по апрель, когда заканчивается сезон дождей. Необходимо сделать прививку от малярии. В лесах Панамы водятся москиты, гадюки, птицы, обезьяны, попугаи, пумы и ягуары. Днём движение может быть осложнено жарким солнцем. Наиболее благоприятное время для передвижения — утро и послеполуденные часы.

## Интересные факты
Слоган Транспанамской тропы — Ambiente — Desarrollo — Esparcimiento («Окружающая среда — Развитие — Широкое распространение»).